# Lasconotus fiskei
Lasconotus fiskei är en skalbaggsart som beskrevs av Kraus 1912. Lasconotus fiskei ingår i släktet Lasconotus och familjen barkbaggar. Inga underarter finns listade i Catalogue of Life.